# Sân bay Surigao
Sân bay Surigao (IATA: SUG, ICAO: RPMS) là một sân bay phục vụ vùng Thành phố Surigao, tỉnh Surigao del Norte ở Philippines. Sân bay được xếp hạng sân bay thương mại nhỏ theo Cục giao thông hàng không Philippines. 
Từ tháng 7 năm 2008, hãng hàng không giá rẻ PAL sẽ phục vụ tuyến Manila.

## Các hãng hàng không
- Philippine Airlines
  - PAL Express (Manila) [bắt đầu ngày 15 tháng 7]